# Ночной дозор (фильм, 1995)
«Ночно́й дозо́р» (англ. Night Watch, известен также под альтернативным названием «Детона́тор 2: Ночно́й дозо́р»; англ. Detonator II: Night Watch) — телевизионный фильм в жанрах боевик и триллер, премьера которого состоялась 4 октября 1995 года. Фильм основывается на мотивах произведений Алистера Маклина и является своего рода продолжением фильма «Поезд смерти». Фильм снимался в Гонконге.

## Сюжет
Специальные агенты ООН Майк Грэм и Сабрина Карвер получают приказ расследовать кражу картины нидерландского художника Рембрандта «Ночной дозор». Поиски картины приводят героев в Гонконг, где и прячется таинственный похититель.

## В ролях
| Актёр          | Роль                 |
| -------------- | -------------------- |
| Пирс Броснан   | Майкл «Майк» Грэм    |
| Александра Пол | Сабрина Карвер       |
| Уильям Дивейн  | Ник Колдуэлл         |
| Горан Вишнич   | сотрудник охраны ООН |
| Майкл Шэннон   | Мартин Шрёдер        |
| Кэй Сиу Лим    | Мао Ицзин            |
| Ирен Нг        | Мира Танг            |
| Рольф Саксон   | Фиск                 |